# Pallenopsis fluminensis
Pallenopsis fluminensis is een zeespin uit de familie Pallenopsidae. De soort behoort tot het geslacht Pallenopsis. Pallenopsis fluminensis werd in 1844 voor het eerst wetenschappelijk beschreven door Henrik Nikolai Krøyer. 